# Jean-François Leclercq
Jean-François Leclercq (3 november 1947) is een Belgisch voormalig magistraat. Hij was van 2007 tot 2014 procureur-generaal bij het Hof van Cassatie.

## Levensloop
Vooraleer hij de positie als procureur-generaal opnam, was Jean-François Leclercq eerste advocaat-generaal bij het Hof van Cassatie. In 2004 werd hij na een tijd als plaatsvervangend advocaat-generaal actief geweest zijn, ook benoemd tot advocaat-generaal bij het Benelux-Gerechtshof. In 2007 werd hij procureur-generaal bij het Hof van Cassatie.
In 2009 kwam hij als procureur-generaal in aanvaring met de eerste voorzitter van het Hof van Cassatie, Ghislain Londers, toen hij kritiek uitte op het initiatief dat deze laatste had genomen in de Fortis-affaire, een initiatief dat leidde tot het ontslag van premier Yves Leterme. Hij meende dat Londers door zijn initiatief het vermoeden van onschuld en de plicht van onpartijdigheid zou hebben geschonden.
In 2013 werd hij opgevolgd door Patrick Duinslaeger.
In 2004 werd hij gehuldigd als grootofficier in de Leopoldsorde, in 2007 ontving hij het grootkruis in de Kroonorde.